# Акжаикский район
Акжаи́кский район (каз. Ақжайық ауданы) — административно-территориальная единица второго уровня в Западно-Казахстанской области Казахстана.
Административным центром района является село Чапаев. Расстояние от райцентра до областного центра Уральска — 125 км. В районе 18 сельских и аульных округов.
Акжаикский район расположен на территории Прикаспийской низменности. Рельеф территории — слабоволнистая равнина с выраженным мезо- и микрорельефами. Наиболее крупная река — река Урал (общая длина 279 км).
Средние температуры января −13—14°С, июля 23—24°С. Среднегодовое количество атмосферных осадков 200—250 мм. Озера: Шалкар, Акжансор. Большую часть территории района занимает полупустынная зона. Преобладают светлокаштановые почвы с солонцовыми образованиями. Растут ковыль, типчак, житняк, лебеда, полынь и другие. Обитают волк, лисица, сурок, суслик, кабан, косуля и другие; из птиц: ястреб, тетерев, филин, гусь, журавль.
Основное направление в хозяйствах — животноводческое, представленное мясным скотоводством и шёрстно-мясным овцеводством. Наряду с животноводством развито полеводство зернового направления. Работают масло- и хлебозавод, хлебоприёмный пункт и другие. В районе производится ячмень, озимая рожь на фуражные цели для животноводства, озимая и яровая пшеница, просо для населения, картофель и овоще-бахчевые культуры. На обширных угодьях занимаются мясным скотоводством, мясосальным овцеводством, табунным коневодством, свиноводством. По территории района проходит автомобильная дорога Уральск — Атырау. По названию района поименована порода овец.

## История
Район образован в 1928 году как Лбищенский район. В 1939 году переименован в Чапаевский район. В нынешнем виде был образован в ходе реформы 1997 года путём объединения Чапаевского и Тайпакского районов. 7 мая 1997 года Указом Президента Казахстана Чапаевский район был переименован в Акжаикский район.

## Статистика района
| №  | Наименование показателей                     | Единица измерения | Январь-март 2007 | Январь-март 2008 | %          |
| 1  | Объём промышленной продукции                 | млн. тенге        | 1190,4           | 1280,0           | х          |
|    | Индекс                                       | %                 | х                | х                | 1000,0     |
| 2  | Объём инвестиции в основной капитал          | тыс. тенге        | 1152590          | 79140            | 60,9       |
|    | в том числе без учёта иностранных инвестиций | тыс. тенге        |                  |                  |            |
|    | Ввод жилья                                   | м²                | 1130             | 670              | 590,3      |
| 3  | Поголовье скота и птицы                      | голов             |                  |                  |            |
|    | - КРС                                        |                   | 636340           | 700040           | 1100,0     |
|    | в том числе коров                            |                   | 216130           | 232310           | 1070,5     |
|    | - овец и коз                                 |                   | 1363840          | 1553880          | 1130,9     |
|    | - лошадей                                    |                   | 69080            | 84400            | 1220,2     |
|    | - свиней                                     |                   | 1600             | 600              | 3700,50    |
|    | - верблюдов                                  |                   | 33100            | 33500            | 10100,20   |
|    | - птицы                                      |                   | 29007000         | 31081000         | 107000,100 |
|    | Производство сельхозпродукции                |                   |                  |                  |            |
|    | - мяса                                       | тонн              | 16080            | 17230            | 1070,20    |
|    | - молока                                     | тонн              | 6450             | 6660             | 1030,3     |
|    | - яиц                                        | тыс. шт.          | 18200            | 19300            | 10600,0    |
| 4  | Среднемесячная зарплата                      | тенге             | 2753200          | 2833200          | 10200,9    |
| 5  | Обратилось в службу занятости                | человек           | 8900             | 20500            | 23000,3    |
|    | Доля зарегистрир. безработицы                | %                 | 99               | 99               | х          |
|    | Численность безработных, на конец периода    | человек           | 33500            | 31400            | 9300       |
|    | направлено на общественные работы            | человек           | 3                | 3                | 9          |
|    | Количество трудоустроенных                   | человек           | 7300             | 10200            | 13900      |
|    | направлено на профобучение                   | человек           | 1300             | 900              | 6900       |
| 7  | Численность населения                        |                   | 4459000          | 4436300          | 9900       |
| 8  | Миграция населения                           | человек           |                  |                  |            |
|    | - прибыло                                    | -//-              | 7700             | 11900            | 15400,5    |
|    | - выбыло                                     | -//-              | 20000            | 17800            | 8900,0     |
|    | - сальдо                                     | -//-              | -12000           | -5900            | х          |
|    | Численность родившихся                       | человек           | 13000            | 146000           | 105000,8   |
|    | Численность умерших                          | -//-              |                  |                  |            |
|    | Младенческая смертность                      | человек           | -                |                  | -          |
|    | Естественный прирост                         | -//-              |                  |                  |            |
| 9  | Заболеваемость населения                     | случай            |                  |                  |            |
|    | - ОКИ                                        | -//-              |                  |                  |            |
|    | - гепатит                                    | -//-              |                  |                  |            |
|    | - ОРВИ                                       | -//-              |                  |                  |            |
|    | - туберкулез                                 | -//-              |                  |                  |            |
|    | - сифилис                                    | -//-              |                  |                  |            |
|    | - чесотка                                    | -//-              |                  |                  |            |
|    | - педикулез                                  | -//-              |                  |                  | 0          |
| 10 | Розничный товарооборот                       | млн тенге         | 16000,1          | 16900,7          | 9200,2     |
| 11 | Грузооборот                                  | млн т/км          |                  |                  |            |
|    | Объём пассажироперевозок                     | тыс. чел          | 8000,1           | -                | -          |
| 12 | Число зарегистрированных преступлений        | единиц            | 35000            | 45000            | 128000,6   |

## Административное деление
1. Чапаевский сельский округ
2. Акжолский сельский округ
3. Аксуатский сельский округ
4. Алгабасский сельский округ
5. Алмалинский сельский округ
6. Базартобинский сельский округ
7. Базаршоланский сельский округ
8. Бударинский сельский округ
9. Есенсайский сельский округ
10. Жамбылский сельский округ
11. Жанабулакский сельский округ
12. Кабыршактынский сельский округ
13. Карауылтобинский сельский округ
14. Конеккеткенский сельский округ
15. Курайлысайский сельский округ
16. Мергеневский сельский округ
17. Сарытогайский сельский округ
18. Тайпакский сельский округ

## Известные уроженцы
- Уракбаев, Есен Шегреевич (1922—2002) — Герой Советского Союза.
- Давлетов, Мукеш Канышевич (1910-1973) – Герой Социалистического Труда
- Турегалиев, Нариман Турегалиевич (род. 1964) – аким Западно-Казахстанской области.